# Cerkiew Przemienienia Pańskiego w Czerteżu
Cerkiew Przemienienia Pańskiego w Czerteżu – drewniana greckokatolicka cerkiew bojkowska, jedna z kilku cerkwi tego typu na terenie Polski.
Obiekt wpisany na listę zabytków w 1968 i włączony do podkarpackiego Szlaku Architektury Drewnianej.

## Historia
Według różnych wersji świątynia została wzniesiona w 1740 lub w 1742. Parafia prawosławna w Czerteżu istniała już w XV wieku, po uchwaleniu unii brzeskiej stała się ona unicką placówką duszpasterską. Nie wiadomo, ile budynków sakralnych istniało na miejscu dzisiejszej cerkwi wzniesionej w 1742. 
W 1836 cerkiew została przebudowana, w rezultacie czego poważnym zmianom uległa jej bryła – z trzech kopuł umieszczonych nad nawą, prezbiterium i babińcem pozostała jedna. Do wschodniej ściany świątyni dobudowano, również z drewna, zakrystię. W tym czasie powstała również dekoracja wnętrza w postaci zespołu fresków, które w najlepszym stanie zachowały się w zakrystii i pomieszczeniu ołtarzowym. W 1887 obok cerkwi pojawiła się wolnostojąca dzwonnica, której głównym wykonawcą był Seńko Kikta.
W latach 20. dokonano dalszych zmian we wnętrzu obiektu - chór muzyczny przeniesiono nad przedsionek, wykonano nową polichromię. Dokonano również naprawy dachu. 
W podziemiach cerkwi umieszczono trumny ze zmarłymi parochami.
W 1946 cerkiew w Czerteżu została odebrana grekokatolikom i porzucona. Przetrwała jedynie dzięki przejęciu przez parafię rzymskokatolicką, tracąc jednak większość oryginalnego wyposażenia (obecne pochodzi z czasów współczesnych). Do grekokatolików wróciła dopiero po upadku PRL. 

## Architektura
Cerkiew w Czerteżu jest typową cerkwią bojkowską, drewnianą, trójdzielną, krytą gontem, z pojedynczą nawą. Posiada jedną baniastą kopułę (w przeszłości trzy, w układzie podobnym do stosowanego w cerkwi łemkowskiej. W bezpośrednim sąsiedztwie cerkwi rozciąga się zabytkowy greckokatolicki cmentarz, oraz pola uprawne i Rolnicza Spółdzielnia Produkcyjna "Jedność" w Czerteżu

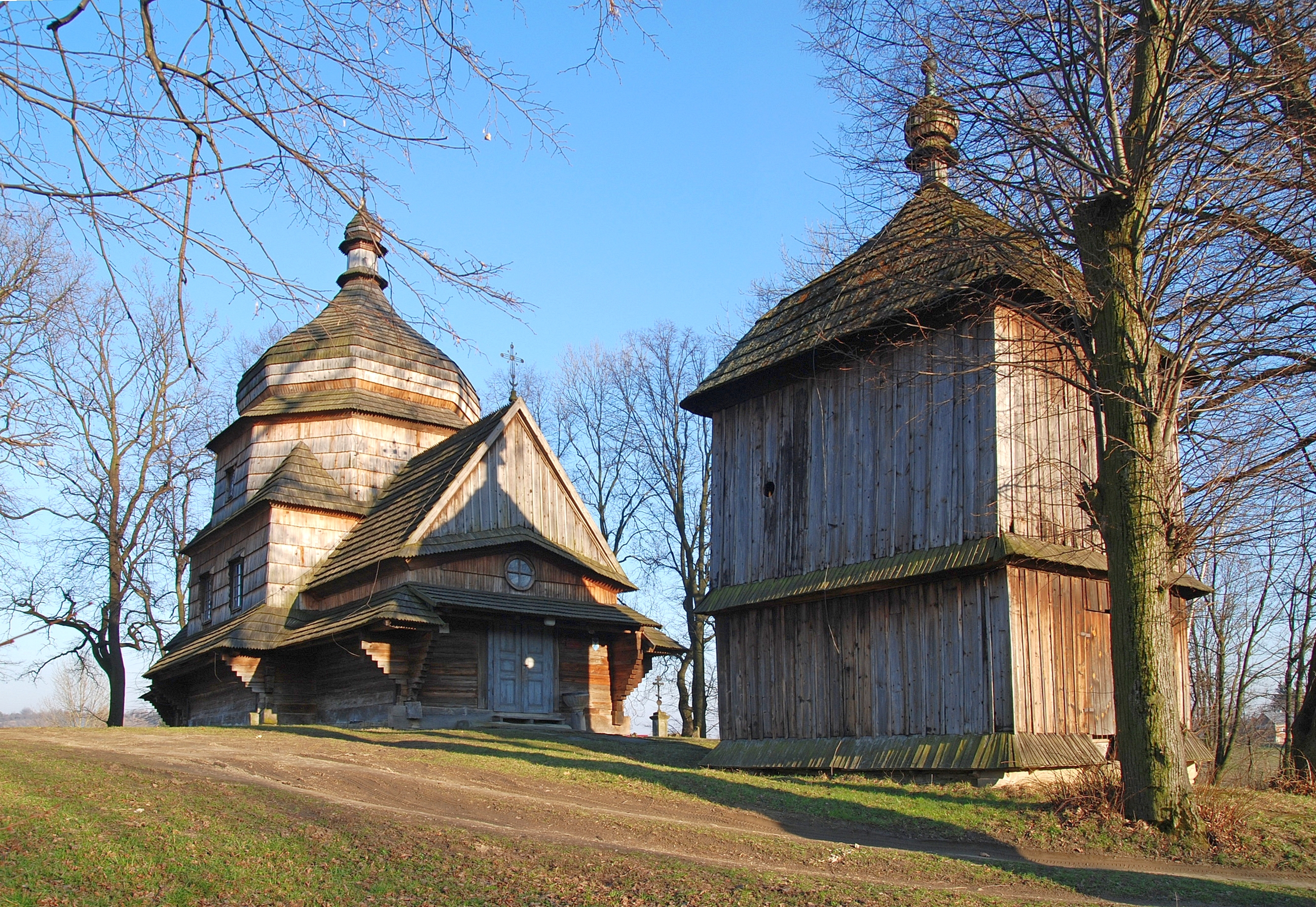
Elewacja frontowa i dzwonnica
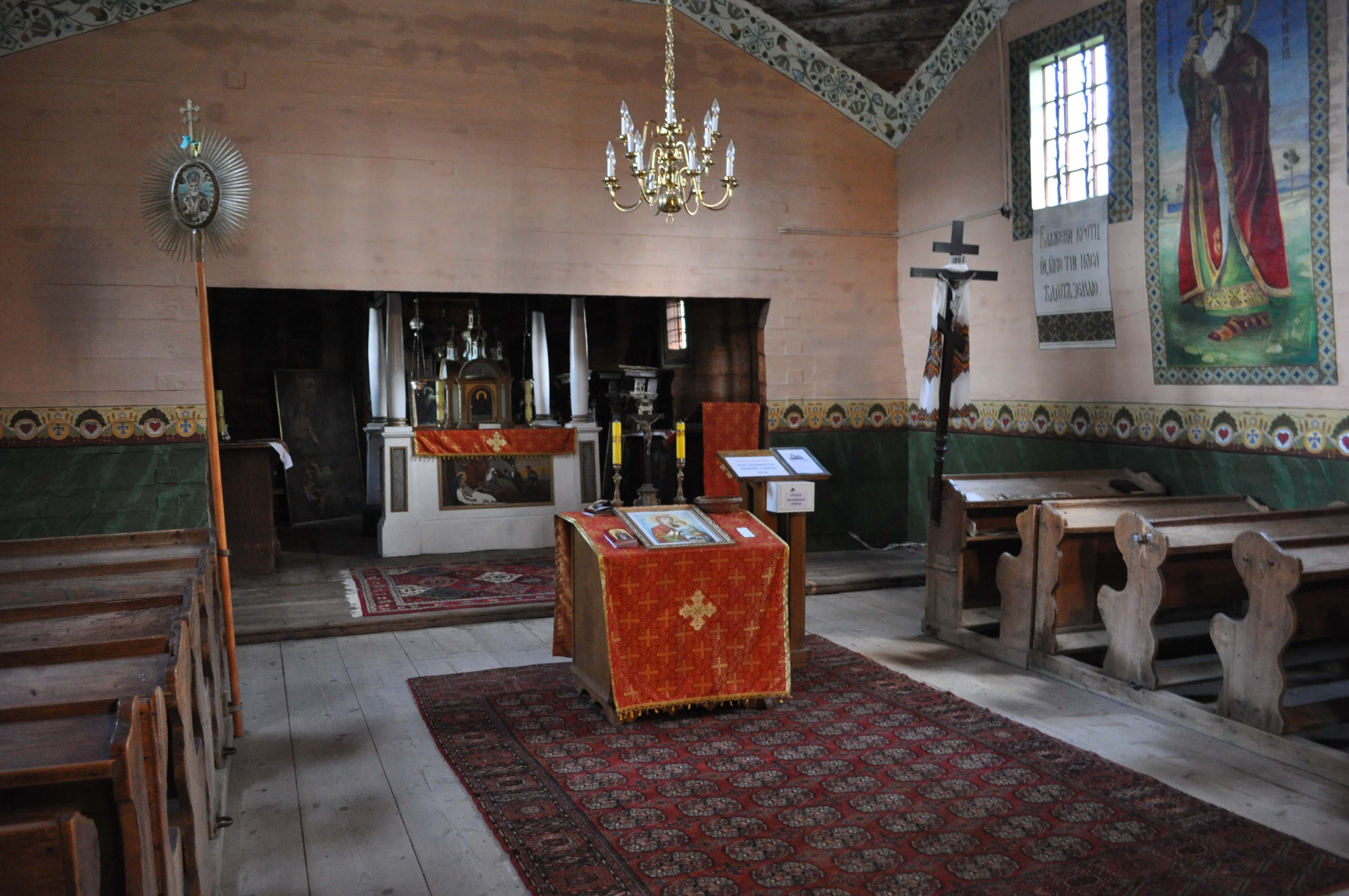
Wnętrze
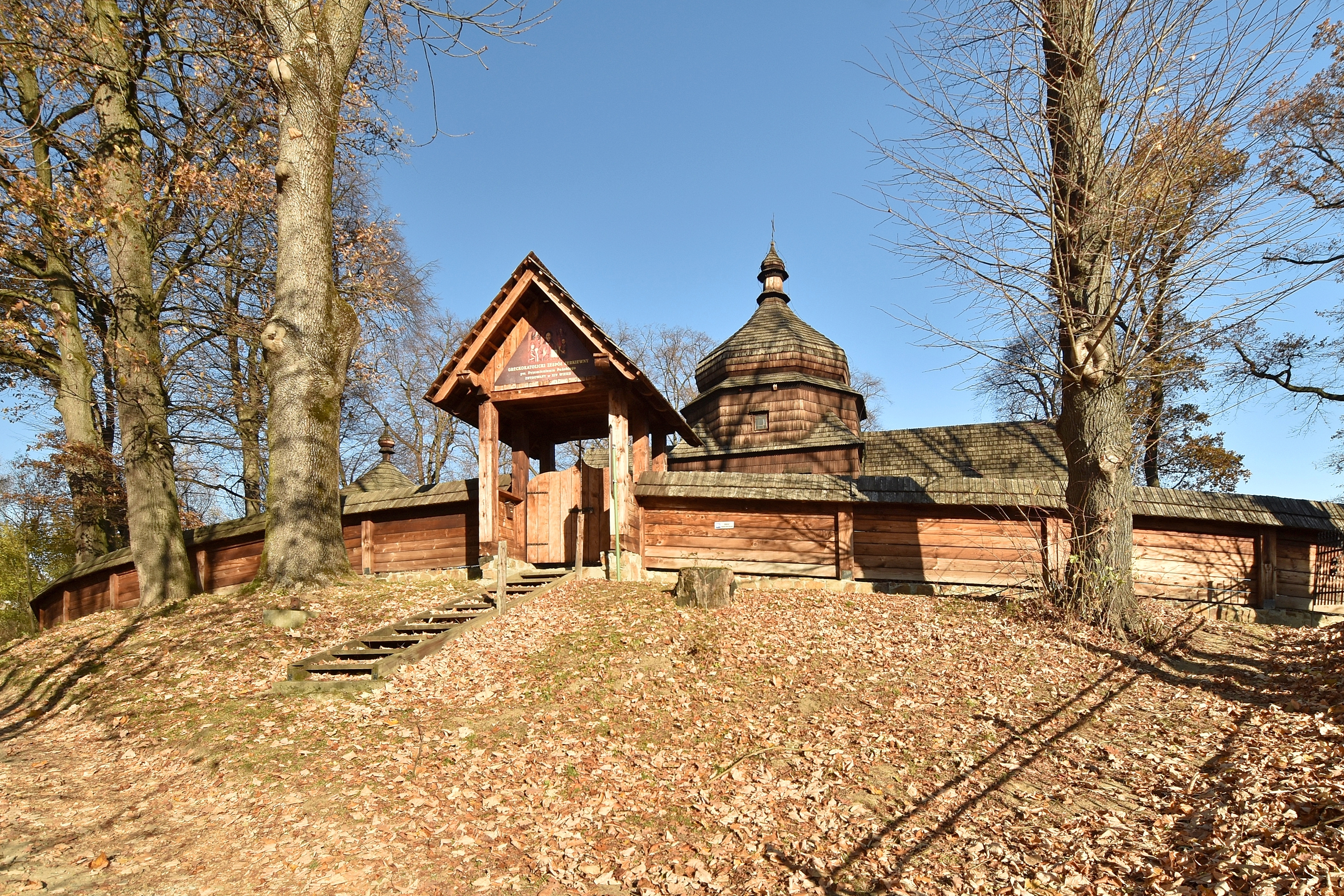
Widok ogólny